# Jammer (American Football)

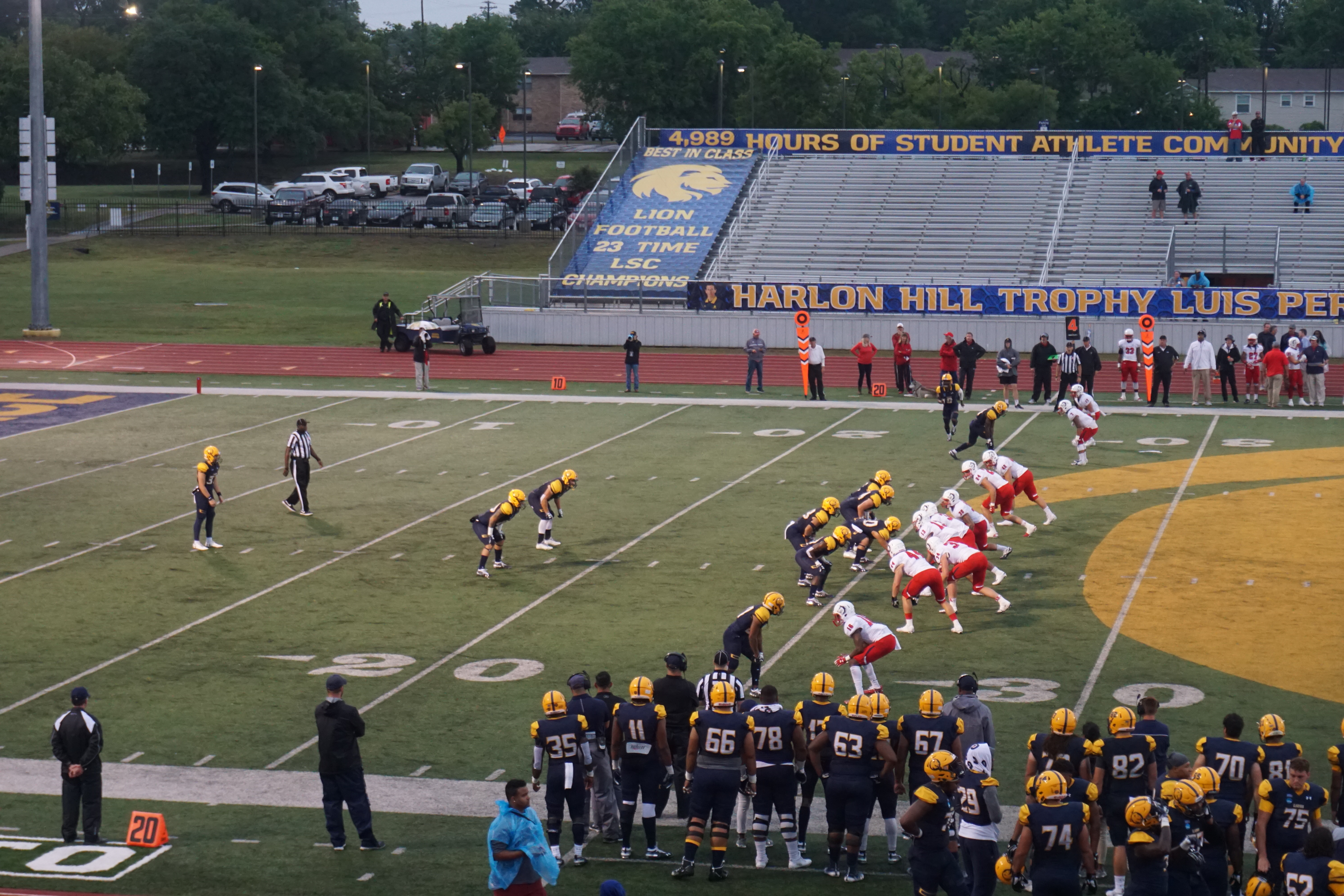
Oben im Bild zwei Jammer (weiße Trikots) und unten einer

Der Jammer (engl. für Störer) ist eine Position im American Football und Canadian Football in den Special Teams. Seine Aufgabe ist es, nach einem Punt den Punt Returner vor dem gegnerischen Gunner zu schützen. Üblicherweise werden jedem Gunner zwei Jammer zugewiesen.